# Анна Отилия фон Насау-Вайлбург
Анна Отилия фон Насау-Вайлбург (на немски: Anna Ottilia von Nassau-Weilburg; * 26 януари 1582, Вайлбург; † 10 септември 1635, Мец) е графиня от Насау-Вайлбург и чрез женитба е графиня на Сайн-Витгенщайн-Хахенбург.

## Произход и брак
Тя е дъщеря на граф Албрехт фон Насау-Вайлбург-Отвайлер (1537 – 1593) и графиня Анна фон Насау-Диленбург (1541 – 1616), дъщеря на граф Вилхелм Богатия фон Насау-Диленбург (1487 – 1559) и втората му съпруга Юлиана фон Щолберг (1506 – 1580).
Анна Отилия се омъжва на 12/18 ноември 1609 г. във Вайлбург за граф Влхелм II фон Сайн-Витгенщайн-Хахенбург (1569 – 1623). Тя е втората му съпруга. Той умира на 29 октомври 1623 г. на 54 години.

## Деца
Анна Отилия и Влхелм II фон Сайн-Витгенщайн-Хахенбург имат децата:
- Анна Мария (1610 – 1656), омъжена на 22 февруари 1634 г. във Вайлбург за граф Ернст Казимир фон Насау-Вайлбург (1607 – 1655), син на граф Лудвиг II фон Насау-Вайлбург (1565 – 1627) и ландграфиня Анна Мария фон Хесен-Касел (1567 – 1626)
- Вилхелм Филип (1613 – 1662)
- Юлиана Елизабет (1616 – 1627)
- Лудвиг Алберт (1617 – 1664), граф на Сайн-Витгенщайн-Ноймаген, женен за графиня Йоханета Мария фон Вид (1615 – 1715), дъщеря на граф Херман II фон Вид-Нойвид (1580 – 1631) и графиня Юлиана Доротея Елизабет фон Золмс-Хоензолмс (1592 – 1649)
- Елизабет Катарина
- Анна Мария Отилия
- Кристиан (1621 – 1675), женен I. на 25 декември 1646 г. за графиня Анна Амалия фон Насау-Диленбург (1616 – 1649), нямат деца; II. на 25 февруари 1651 г. за графиня Филипина фон Изенбург-Бюдинген (1618 – 1655)